# 最初の大陸横断鉄道

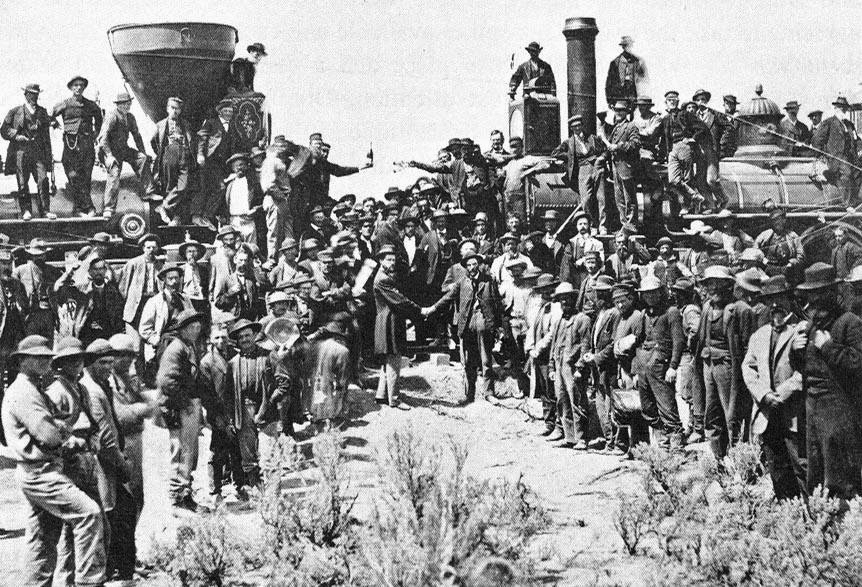
プロモントリーサミットでの開通記念式典の模様。1869年5月10日

最初の大陸横断鉄道（さいしょのたいりくおうだんてつどう、First Transcontinental Railroad）は、アメリカ合衆国のネブラスカ州オマハとカリフォルニア州オークランドを結んだ大陸横断鉄道である。1869年に開通し、西部開拓の促進に大きく貢献した。

## 概要
1859年、アメリカ合衆国では、東部の鉄道網がミズーリ川を越えてネブラスカ州オマハまで到達していた。西部開拓が進む中、この鉄道の西海岸までの延伸を求める声が高まり、ロビー活動が展開された。1862年、太平洋鉄道法が制定され、連邦政府の財政支援のもとで大陸横断鉄道の建設が推進された。同法の制定はエイブラハム・リンカーン大統領の業績の一つでもある。大陸横断鉄道の建設には、当時南北戦争など分離主義の動きが高まる中、広大なアメリカ合衆国の連邦としての統合を維持するという側面もあった。

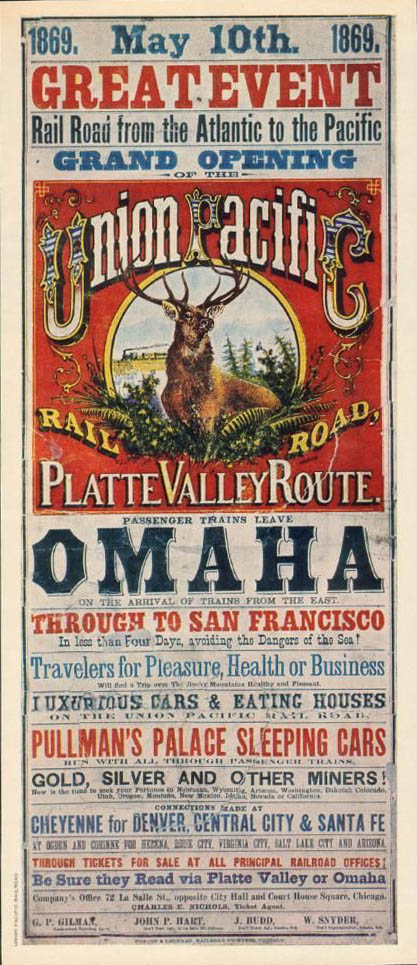
開通時の公式ポスター

同法によって、国策会社としてユニオン・パシフィック鉄道とセントラル・パシフィック鉄道とが設立され、ユニオン・パシフィック鉄道がオマハから西向きへ、セントラル・パシフィック鉄道がカリフォルニア州サクラメントから東向きへ、大平原と大山脈と幾多の峡谷を乗り越えて、鉄道建設を進めていった。リンカーンの死から4年後の1869年5月10日、ユタ準州（当時）のプロモントリーサミットで開通記念式典が開催され、最初の大陸横断鉄道が完成した。1872年には日本の岩倉使節団も開通間もない大陸横断鉄道の乗客となっている。その後、20世紀の始めまでに合計8ルートの大陸横断鉄道が作られた。
大陸横断鉄道はそれまでの遅く危険な駅馬車の時代を終わらせ、経済の大動脈として機能した。大陸横断鉄道の開通とホームステッド法の制定によって西部開拓が一層促進された。一方で、大平原におけるインディアンの生活の破壊にも結びつき、運営の邪魔になる野生動物バッファローの人為的絶滅駆除のきっかけにもなった。
しかし、鉄道のインパクトは限定的である。1846年、ニューヨーク＝ワシントンD.C.間に電信が開通している。ポニー・エクスプレスよりもずっと早い時分に、情報だけは大陸を高速で往来していたのである。大陸横断鉄道は旅客と物流における革命であるが、情報革命とまでは言いがたい。ちなみに英国の電信敷設は1839年である。

## 構想と着工

### 初期の構想
大陸横断鉄道の構想は早くからあったが、最初に具体的な実地調査を行った人物はアサ・ホイットニーであった。1845年、ホイットニーは8人のチームを率いて予定している鉄道の経路沿いを調査し、沿線に存在する石材や木材などの建設資材の利用可能量、橋梁やトンネルの必要数、沿線の可耕地面積といったデータを推定した。さらに、ホイットニーは企業家や政治家の支援を求めて、地図やパンフレットを配布して回り、連邦議会へ大陸横断鉄道の建設計画を陳情した。しかし、折からの米墨戦争の勃発もあり、計画の実現には至らなかった。

### 着工まで
今日「大陸横断鉄道の父」と呼ばれているのはセオドア・ジュダである。ジュダは1852年に設立されたサクラメントバレー鉄道において主任技術者を務め、鉄道建設を監督していた。この過程で、ジュダはサクラメントからシエラネバダ山脈を越えて鉄道を建設できると確信し、自らこの仕事を推進したいと考えるようになった。程なくサクラメントバレー鉄道は倒産する。ジュダは1856年にワシントンD.C.へ行き、連邦議会へのロビー活動を経験した。提案書を書き、閣僚や議員その他の影響力のある人々へ配布した。
1859年9月、サンフランシスコで第1回の太平洋鉄道会議が開催され、ジュダはロビイストとして選任された。12月にワシントンDCへ戻り、キャピトル・ヒルのビルの一角にオフィスを構えた。太平洋鉄道会議を代表してジェームズ・ブキャナン大統領と面会し、連邦議会でも発言した。1860年2月、アイオワ州選出の下院議員サミュエル・カーチスによって最初の法案が提出されたが、このときは関連法案を成立させられず、ものにならなかった。
1860年、ジュダはカリフォルニアへ戻り、シエラネバダ山脈を鉄道で越える経路の調査にあたった。同じ頃、鉱山技師のダニエル・ストロングがシエラネバダ山脈を馬車で越える経路を発見していた。この経路は鉄道の経路としても適していた。ストロングはジュダへこの発見を示し、後に彼らは共同で商人や企業家からの出資を募るための組合を設立した。11月、サクラメントの富裕な商人コリス・ハンティントンは、ジュダの説明を聞いてその重要性をすぐさま理解し、4人の出資者を集めて理事会を設置した。理事会のメンバーは彼の事業仲間のマーク・ホプキンズ、宝石商のジェームズ・ベイリー、食料雑貨商のリーランド・スタンフォード、呉服商のチャールズ・クロッカーであった。
1861年1月から7月にかけて、ジュダとストロングら10人のチームはシエラネバダ山脈の横断経路を調査し、一方でリーランド・スタンフォードはワシントンでリンカーン大統領と面会した。連邦議会の特別会合が召集され、太平洋鉄道法案がカーチスによって再提出された。しかし、連邦議会は南北戦争の問題で手一杯であったため、法案は次の会期まで持ち越しとなった。10月、ジュダは下院の太平洋鉄道委員会の書記官に任命され、カリフォルニア州選出の新人下院議員のアーロン・サージェントと共に法案の通過に尽力した。
1862年、太平洋鉄道法案は5月6日に下院を、6月20日に上院を通過し、7月1日にリンカーン大統領が署名した。同法は東からユニオン・パシフィック鉄道、西からセントラル・パシフィック鉄道に大陸横断鉄道の敷設を求めるものであった。連邦政府による支援策としては、用地の使用許可に加えて、各社に平地においては鉄道の建設1マイルあたり 1万6,000ドル（1メートルあたり 9.94ドル）、丘陵地においては同 3万2,000ドル（同 19.88ドル）、山地においては同 4万8,000ドル（同 29.83ドル）が融資されることが定められた。
1863年1月8日、カリフォルニア州知事となっていたリーランド・スタンフォードの出席のもと、サクラメントで着工記念式典が開催された。どちらの会社がより長い線路を敷設できるか競争が始まった。

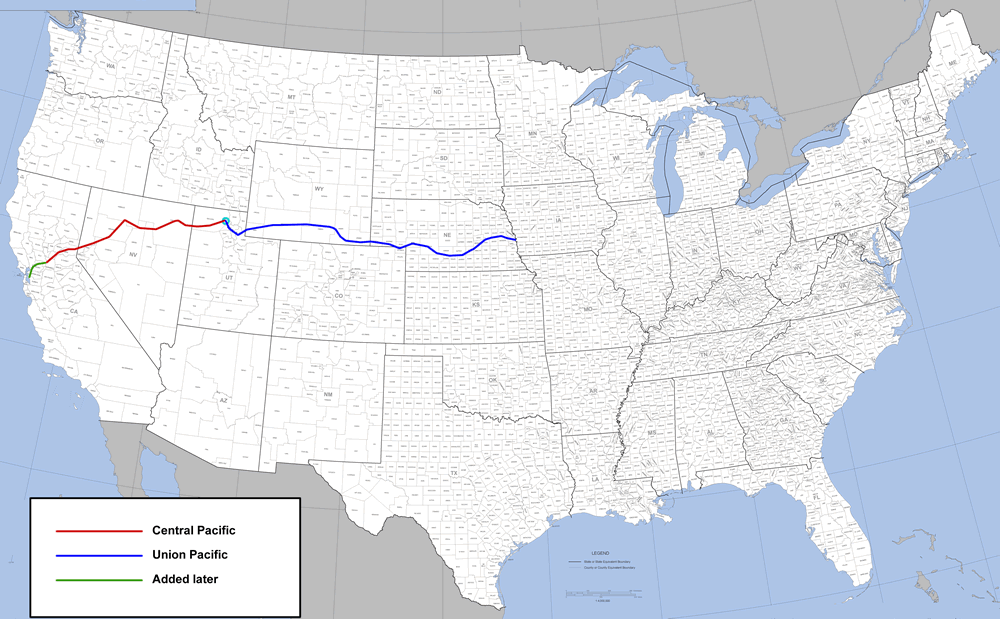
カリフォルニア州オークランドからネブラスカ州オマハまでの大陸横断鉄道の経路

### 経路
ユニオン・パシフィック鉄道の長さは 1,749 kmである。ネブラスカ州オマハを出発し、同州（エルクホーン、グランドアイランド、ノースプラット、オガララ）を横断し、コロラド準州（ジュールスバーグ）を通って再度ネブラスカ州（シドニー）に入り、ワイオミング準州（シャイアン、ララミー、グリーン・リバー、エバンストン）、ユタ準州（オグデン、ブリガムシティ、コリン）を通過して、同州のプロモントリーサミットでセントラル・パシフィック鉄道と接続する。
セントラル・パシフィック鉄道の長さは 1,110 kmである。カリフォルニア州サクラメントを出発し、同州（オーバーン、トラッキー）を抜け、ネバダ州（リノ、ワズワース、ウィネマッカ、バトル・マウンテン、エルコ、ウェルズ）を横断し、ユタ準州のプロモントリーサミットでユニオン・パシフィック鉄道と接続する。
サクラメントとオークランドの間 212 kmは、ウェスタン・パシフィック鉄道
（Western Pacific Railroad）が建設したが、同社は1870年にセントラル・パシフィック鉄道に吸収された。オークランド・サンフランシスコ間は鉄道連絡船で結ばれていたため、サンフランシスコ・フェリービルが西の起点となっていた。

## 建設

### 東からの建設
東からは、ユニオン・パシフィック鉄道がオマハを起点に鉄道建設を始めた。ユニオン・パシフィック鉄道の大口出資者となったトーマス・クラーク・デュラントは、南北戦争のときに北軍の将校のグレンビル・ドッジと組んで、南部の綿花を密輸することで財を成したような人物であった。デュラントは鉄道の経路の選定にあたって、自分の所有する土地や投資先の会社にとって都合の良い場所を通させた。さらに、デュラントは建設工事の入札を操作したり、連邦政府からの補助金を流用したりして不正な利益を上げた。また、デュラントはグレンビル・ドッジその人を主任技術者に任命した。

### インディアン戦争
ユニオン・パシフィック鉄道の経路は大平原で、平地であったため建設は順調に進んだが、インディアンの領土にさしかかると問題が発生した。この地の平原インディアンたちは、この頃には彼らの土地を没収され、インディアン移住法に基づく強制移住によって保留地（Reservation）に追いやられていた。さらに、鉄道の路線はその保留地を横断する形となって、狩猟民族である彼らは狩り場をさんざんに荒らされることとなった。インディアンたちは「鉄の馬」の建設を白人による新たな侵略ととらえていた。また、平原のインディアンの生活の糧だったバッファローが「設備を壊すから」と手当たり次第に駆除された。数千単位で移動するバッファローの群れが通過するのに、数日かかることはざらだったのである。こうしてスー族をはじめとするインディアン部族はしばしば建設労働者を攻撃し、ユニオン・パシフィック鉄道は治安維持のために狙撃手を配置せねばならなかった。ショーショーニー族など、自らの保留地への鉄道敷設を歓迎した部族もあった。

### 西からの建設
西からは、セントラル・パシフィック鉄道がサクラメントを起点に鉄道建設を始めた。サクラメント・バレーでの工事は順調に進んだが、シエラネバダ山脈にさしかかると難航した。セントラル・パシフィック鉄道は中国の苦力を中心とする移民を建設労働者として大量に雇い入れ、移民たちは冬のシエラネバダ山脈に降る雪にも耐えて工事を進めた。
山脈を貫くトンネルの建設のために、セントラル・パシフィック鉄道は当時発明されたばかりで安全性の低かったニトログリセリン爆発物を使用した。これにより建設のスピードは上昇したが、事故による労働者の死亡率も上昇した。被害の大きさに、セントラル・パシフィック鉄道ではより安全な工法を開発せざるを得なかった。ある日、セントラル・パシフィック鉄道の労働者たちは1日に 16 km（10マイル）を敷設するという記録を打ち立てた。これを記念する記念碑が現在でも線路脇に建っている。
開通の時が近づくと、双方の会社とも、連邦政府からより多くの補助金を受け取るために、自社の建設する線路をできるだけ長くしようと争った。見かねた連邦政府は、両社の線路の接続する場所と日時を決めた。両社から調査団が派遣され、互いの会社の建設状況を監視した。

### 建設労働者
ユニオン・パシフィック鉄道の建設労働者は、アイルランド人移民、南北戦争の退役軍人、モルモン教徒などであった。セントラル・パシフィック鉄道の建設労働者は中国人移民が多かった。当時、中国人移民はカリフォルニアの金鉱山やクリーニング業、コックなどに従事していた。当初、中国人は体力が弱いため肉体労働に従事させられないという偏見があったが、これが偏見であるとわかるとカリフォルニア中から中国人移民がかき集められた。建設労働者の標準的な日当は3ドルであったが、中国人移民の日当はずっと安く抑えられた。後に彼らはストライキを起こし、若干の昇給を得た。全体のうち、直接に線路の敷設に従事した労働者はおよそ25%で、他に鍛冶、大工、石工、測量技術者、御者、電信技手、コックなど多様な職種が必要とされた。

## 開通
着工から6年後、ユニオン・パシフィック鉄道は 1,749 km（1,087マイル）、セントラル・パシフィック鉄道は 1,110 km（690マイル）の線路を敷設し、線路はついにユタ準州のプロモントリーサミットで接続された。1869年5月10日、開通記念式典が開催され、リーランド・スタンフォードが開通を象徴する黄金の犬釘（ゴールデン・スパイク）をハンマーで打ち込んだ。
このイベントは世界で初めてマスメディアによって報道されたイベントであると言われる。ハンマーと犬釘とが電信線で結ばれており、遠くの電信局でもハンマーの一叩きを電気信号として聞くことができた（ただし、実際のハンマー打ちはうまくいかなかったので、代わりに電信手が信号を送った）。この日、ニューヨークでは祝砲が発射され、フィラデルフィアでは自由の鐘が打ち鳴らされて、アメリカ中が狂喜した。
大陸横断鉄道の開通によって、東海岸と西海岸との間の移動は、それまで陸上であれば数ヶ月、パナマ経由の船（当時はまだパナマ運河も無かったため、パナマ地峡を陸路で横断し、船を乗り換えていた。パナマ地峡鉄道については後述）でも数週間を要していたものが、1週間に短縮された。1876年6月4日に運行された大陸横断超特急は、ニューヨークを出発してからサンフランシスコに到着するまで83時間39分という記録を作った。
アメリカ政府はこの鉄道を使って官製ツアーを募り、「窓からバッファローが撃ち放題」と宣伝した。こうして列車で押し寄せる白人は、面白半分に窓からバッファローを射殺し、インディアンたちをさらに怒らせた。さらにこのバッファロー撃ちには「インディアン掃討」の意味も加わり、彼らの食料を奪うべく、組織的なバッファローの虐殺のために鉄道が援用された。

## 現在の状況
開通当時の線路や枕木はとうに新しいものに交換され改良されているが、鉄道の運行経路はほぼ当時作られた経路のままである。ユタ州など、当時の経路に迂回路が設けられた地点では、当時の線路の土手がいまだに明確に残されている。開通記念式典が行われたプロモントリーサミットは、1904年にグレートソルト湖を横断するルーシン短絡線が開通するとメインルートから外れ、湖の横断橋が不通になった際の予備として残されたが、1942年に戦争の影響で鉄材を供出するため、線路が完全に撤去された。その後しばらく放置されていたが、1965年に国立公園のビジターセンターが設置された。
開通記念式典でリーランド・スタンフォードが打ち込んだ黄金の犬釘は、式典終了後に通常の鉄の犬釘と交換され、現在はスタンフォード大学の博物館に展示されている。
東海岸と西海岸とを結ぶ交通の主役が大陸横断鉄道から航空機に移り変わって久しいが、現在でも、シカゴとサンフランシスコベイエリアのエマリービルとの間をアムトラックのカリフォルニア・ゼファー号が毎日運行している。貨物輸送においては、パナマ運河を通過できない超大型船が1980年代以降に増えたこともあり、コンテナを使った複合一貫輸送のために大陸横断鉄道が活用されている。東アジアからの工業製品は西海岸の港湾のコンテナターミナルに下ろされ、そこからコンテナを二段積みするダブルスタックカーなどの長大な貨物列車に積み替えられて中西部や東海岸などに送られている。
2015年には中華人民共和国の国営企業中国鉄路総公司はアメリカ初の高速鉄道を目指してカリフォルニア州とネバダ州を結ぶ新たな大陸横断鉄道の構想をエクスプレスウエスト社と推し進めるもアメリカ合衆国連邦政府によって中止に追い込まれた。